# Ptyophis paulseni
Ptyophis paulseni is een keversoort uit de familie bladsprietkevers (Scarabaeidae). De wetenschappelijke naam van de soort is voor het eerst geldig gepubliceerd in 1864 door Philippi.